# Іоносфера

Залежність температури газу і концентрації вільних електронів від висоти

Будова атмосфери

Іоносфе́ра, йоносфера — шари атмосфери на висоті від 80 до 600 км, які характеризуються високим вмістом іонів і вільних електронів. Іонізація відбувається під впливом ультрафіолетових променів сонячної радіації.
У планети Земля це верхня частина атмосфери, що складається з мезосфери, мезопаузи і термосфери, йонізована головним чином випроміненням Сонця.
Іоносфера Землі (тут і далі йтиметься саме про іоносферу нашої планети) складається зі суміші газу нейтральних атомів і молекул (переважно азот N2 і кисень O2) і квазінейтральної плазми (число від'ємно заряджених частинок лише приблизно дорівнює числу додатно заряджених). Ступінь іонізації стає суттєвим уже на висоті 60 км.
Іоносферу розділяють на три шари  — D, E та F, які внаслідок різної густини іонів мають різні властивості.

## Структура іоносфери

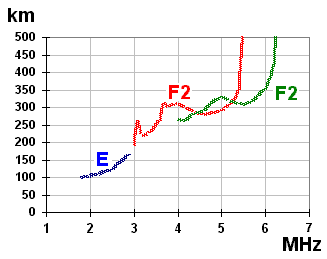
Іонограма — залежність густини плазми (вимірюваної за критичною частотою) від висоти над землею

На початку 1920-х років радянський вчений М. В. Шулейкін встановив, що в іоносфері має бути принаймні два максимуми електронної концентрації: один на висоті близько 100 км, а інший на висоті 200 км. Аналізуючи результати вимірювань напруженості поля далеких радіостанцій у різних точках земної поверхні, він прийшов також до висновку про існування в іоносфері неоднорідностей, які мають форму хмар. Внаслідок відбиття радіохвиль від таких хмарних утворень до антени приймального пристрою можуть прийти два і більше променів, при додаванні яких можливе або посилення, або ослаблення (завмирання) прийнятого сигналу. Підсумком роботи М. В. Шулейкіна стала розробка основи сучасної теорії заломлення радіохвиль в іоносфері. Його роботи про вплив іоносфери на поширення радіохвиль знайшли розвиток у подальших дослідженнях Л. А. Жекуліна, В. Л. Гінзбурга і низки інших вчених. Залежно від розподілу за висотою концентрації заряджених частинок N іоносферу поділяють на шари D, E і F, який літнього дня, а іноді в час збурень зазнає біфуркації на два шари F1 і F2.

### Шар D
В шарі D (60—90 км) концентрація заряджених частинок становить Nmax~ 102−103 см−3 — це шар слабкої йонізації. Основний внесок у йонізацію цього шару робить рентгенівське випромінювання Сонця. Також незначну роль відіграють інші слабкі джерела йонізації: метеороїди, що згоряють на висотах 60—100 км, космічні промені, а також енергійні частинки магнітосфери (заносяться до цього шару під час магнітних бур).
Шар D також характеризується різким зниженням ступеня йонізації в нічний час доби.
В D-шарі найповніше досліджено склад кластерних іонів і процеси за їх участі.

### Шар E
Шар E (90—120 км) характеризується густинами плазми до Nmax~ 105 см−3. Він ділиться на регулярний шар E і нерегулярний, спорадичний. У регулярному шарі E спостерігається зростання концентрації електронів у денний час, оскільки основним джерелом іонізації є сонячне короткохвильове випромінювання, до того ж рекомбінація іонів у цьому шарі йде дуже швидко і вночі густина іонів може впасти до 103 см−3. Цьому процесу протидіє дифузія зарядів з шару F, розташованого вище, де концентрація іонів відносно велика, і нічні джерела іонізації (геокоронне випромінювання Сонця, метеори, космічні промені тощо).
На висотах 100—120 км практично завжди спостерігається шар ES, дуже тонкий (0,5—1 км), але щільний, який називають спорадичним. Особливістю цього підшару є відбиття радіохвиль зондування, що відповідає незвично високій для шару E концентрації електронів (ne ≥ 105 см−3), які мають значний вплив на поширення середніх і навіть коротких радіохвиль, що відбиваються від цього шару іоносфери.
Шар E, в силу відносно високої концентрації вільних носіїв заряду, грає важливу роль у поширенні середніх і коротких хвиль. Шар E іноді називають «шаром Кеннеллі — Гевісайда».

### Шар F
Шаром F називають тепер всю іоносферу вище від 130—140 км. Максимум іоноутворення досягається на висотах 150—200 км. Однак унаслідок дифузії і відносно довгої тривалості життя іонів утворена плазма поширюється вгору і вниз від ділянки максимуму. Через це найбільша концентрація електронів і йонів у шарі F спостерігається на висотах 250—400 км.
У денний час також спостерігається утворення «сходинки» в розподілі електронної концентрації, викликаної потужним сонячним ультрафіолетовим випромінюванням. Ділянку цієї сходинки називають шаром F1 (150—200 км). Вона помітно впливає на поширення коротких радіохвиль.
Розташовану вище частину шару F називають шаром F2. Тут густина заряджених частинок досягає свого максимуму — N ~ 105—106 см−3.
На великих висотах переважають легші йони кисню (до висот 400—1000 км), а ще вище — йони водню (протони) і, в невеликих кількостях, — атоми гелію.
Особливістю шару F є те, що він відбиває радіохвилі в діапазоні коротких хвиль на частотах від декількох мегагерц до 10 МГц, що робить можливим передавання таких радіосигналів на значні відстані[джерело?].
Попри те, що іонний склад шару F залежить від сонячної активності, його здатність відбивати електромагнітні хвилі з частотою, меншою від 10 МГц, стабільна.
За відкриття шару F англійському фізику Едварду Віктору Еплтону 1947 року присуджено Нобелівську премію з фізики.

## Моделювання іоносфери
Модель іоносфери являє собою розподіл значень характеристик плазми у вигляді функції
- географічного положення,
- висоти,
- дня року,
- а також сонячної та геомагнітної активності.

Для задач геофізики, стан іоносферної плазми можна описати чотирма основними параметрами:
- концентрацією електронів;
- електронною температурою;
- іонною температурою;
- іонним складом (у силу наявності декількох типів іонів).

Поширення радіохвиль, наприклад, залежить виключно від розподілу електронної концентрації.
Зазвичай модель іоносфери є комп'ютерною програмою. Вона може бути заснована на фізичних законах, що визначають розподіл характеристик плазми в просторі (враховують взаємодію іонів і електронів зі сонячним випромінюванням, нейтральною атмосферою і магнітним полем Землі). Також, вона може являти собою статистичне усереднення великої кількості експериментальної інформації. Однією з найчастіше використовуваних моделей є модель international reference ionosphere (IRI), побудована на статистичній обробці значної кількості вимірювань і здатна розраховувати чотири основні характеристики іоносфери, зазначені вище. Проєкт зі створення та вдосконалення моделі IRI є міжнародним і спонсорується такими організаціями, як COSPAR і URSI. Основними джерелами даних для моделі IRI є:
- глобальна мережа йонозондів;
- потужні радари некогерентного розсіювання (розташовані на Джікамарці[en], Аресібо, Майлстоун Гілл, Малверн і Сан-Сантіні);
- супутникові зонди, такі як ISIS[en], Alouette[ru], Космос-381 «Іоносферна станція»[ru], Інтеркосмос-19 «Іонозонд-ІК»[ru], Космос-1809 «Іонозонд»[ru].
- вимірювання параметрів іоносфери зі супутників і ракет.

Модель IRI оновлюється щорічно, з появою нових експериментальних даних. 2009 року Міжнародна організація зі стандартизації (ISO) прийняла її за міжнародний стандарт TS16457.
Одним з ефективних методів моделювання іоносфери, є так звана техніка асиміляції даних. Суть цієї методики полягає в коригуванні фізичної моделі іоносфери за допомогою оперативно одержуваних експериментальних даних. Звичайна модель іоносфери, заснована на фізиці досліджуваних процесів, не може охопити всього діапазону факторів, які впливають на стан плазми. Це пов'язано з тим, що деякі необхідні для цього величини складно виміряти експериментально (швидкості вітру на висотах термосфери, проходження крізь атмосферу космічних променів тощо). Крім того, навіть вплив добре вивчених факторів, таких, наприклад, як сонячна активність, складно передбачити.
Тому модель, здатна забезпечити високу точність опису розподілу характеристик плазми, має в режимі реального часу засвоювати експериментальну інформацію про стан іоносфери. Дані, які можна використати за такого підходу, повинні бути доступними й актуальними і оперативно оновлюваними. Одним з найважливіших джерел даних, що відповідають такого роду вимогам, є мережа наземних приймачів сигналу супутникових систем навігації GPS і ГЛОНАСС. За даними про поширення супутникового навігаційного сигналу можна приблизно обчислити повний вміст електронів уздовж його траєкторії. Ці дані доступні і оновлюються в декількох архівах, таких, як, наприклад, архів SOPAC. На даний момент у світі існує кілька моделей асиміляційного типу. Серед них — розроблена за фінансування Міністерства оборони США модель GAIM. У Росії розробки в цьому напрямку ведуть у ФГУБ «Центральна Аерологічна Обсерваторія».

## Історія дослідження
1901 року Гульєльмо Марконі оголосив, що прийняв трансатлантичний телеграфний радіосигнал за допомогою 152-метрової антени в місті Сент-Джонс на острові Ньюфаундленд (зараз є територією Канади); передавальна станція була розташована в Корнуоллі, Англія. Реальність такого прийому з наявним на той момент обладнанням згодом спростували, але заява Марконі могла дати поштовх до подальших теоретичних досліджень. Достовірними фактами вважають трансатлантичні радіопередачі з апаратурою Марконі, здійснені 1902 року.
Англійський фізик Олівер Гевісайд 1902 року припустив наявність іонізованого шару в атмосфері. Його теорія включала можливість поширення радіосигналу навколо Землі, попри її кривину. Незалежно від Гевісайда експерименти з далекого прийому коротких хвиль через Атлантику між Європою і Америкою проводив американський інженер-електрик Артур Кеннелі. Вони припустили, що десь навколо Землі існує іонізований шар атмосфери, здатний відбивати радіохвилі. Його назвали шаром Гевісайда К еннелі, а потім — іоносферою. Можливо, саме припущення ХГвісайда і Кеннелі уразомзі законом випромінювання абсолютно чорного тіла, виведениймМаксом Планком, сприяли бурхливому розвитку радіоастрономіяїзвід1932 року (а також пстао відправною точкою при створенні високочастотних систем типу приймач — передавач).

1926 року шотландський фізик Роберт Ватсон-Ватт увів термін іоносфера в листі, опублікованому тільки 1969 року в журналі Nature:
1947 року Едварда В. Еплтона відзначено Нобелівською премією з фізики за підтвердження 1927 року існування іоносфери з формулюванням «За дослідження фізики верхніх шарів атмосфери, особливо за відкриття так званого шару Еплтона».
Ллойд Беркнер першим виміряв висоту і густину іоносфери, що посприяло розробці теорії поширення коротких радіохвиль. Моріс Вілкс і Джон Реткліфф досліджували поширення дуже довгих радіохвиль в іоносфері. Віталій Гінзбург розробив теорію поширення електромагнітних хвиль у плазмі, зокрема й в іоносфері.
1962 року запущено канадський супутник для вивчення іоносфери Alouette 1. Після його успіху також для вимірювання та дослідження іоносфери відправлено Alouette 2 1965 року і два супутники ISIS у 1969 і 1971 роках.
11 жовтня 2019 року за допомогою РН «Пегас» запущено Ionospheric Connection Explorer (ICON).

## Наземно-космічний експеримент «Іоносфера»
Проєкт «Іоносфера»  — експериментальний мобільний акустичний випромінювач атмосферних досліджень (ЛЦ ІКД НАН України НКАУ) доповнює вивчення закономірностей і взаємодій у ланцюжку літосфера-атмосфера-іоносфера-магнітосфера Землі.
Оновна мета — наземний і супутниковий моніторинг іоносферних параметрів, дослідження процесу передачі енергії від поверхні Землі в іоносферу через акустичний канал.
Було створено автомобільний акустичний випромінювач та наземний мобільний комплекс для вимірювання фізичних полів, теоретично обґрунтовано можливі механізми підсилення акустичних збурень в атмосфері, проведено комплексні експерименти в обсерваторії Інституту іоносфери НАН України та МОНУ та наземно-космічний акустичний експеримент з французьким супутником DEMETER.
В результаті експериментів встановлено вплив акустичних збурень на процеси в іоносфері та верхній частині атмосфери Землі. Розроблено методику організації моніторингу електромагнітного оточення МКС та програму досліджень, виготовлено апаратний комплекс в рамках космічного експерименту «Обстановка».
Прикладними аспектами досліджень є прогноз землетрусів, розробка методів управління погодою.